# 세이요시
세이요시(일본어: 西予市)는 일본 에히메현 남서부에 있는 시이다.

## 인구
| 연도 | 인구   | ±%     |
| ---- | ------ | ------ |
| 1960 | 79,525 | —      |
| 1970 | 61,009 | −23.3% |
| 1980 | 56,175 | −7.9%  |
| 1990 | 51,893 | −7.6%  |
| 2000 | 47,217 | −9.0%  |
| 2010 | 42,099 | −10.8% |

## 지리
구 히가시우와군의 모든 정(4정)과 니시우와군의 미카메정이 합병했기 때문에 동서로 긴 형태를 하고 있다. 동쪽은 고치현 경계의 산들과 접하고 서쪽은 우와해와 접해 그 고도 차이는 1,403m이다. 그 사이에 우와 분지가 있다.

### 기후
겨울에는 2m 이상 눈이 쌓이는 고원(오노가하라)부터 온난한 해안부, 2개의 댐의 영향으로 안개가 많은 분지 등 다양한 기후를 가진다. 태풍의 계절에는 해안부에서는 고조, 높은 파도 등에 의한 피해, 산간부에서는 호우에 의한 토사 붕괴 피해가 많다. 해안부와 오노가하라는 기온이 10도 이상 차이가 나는 날도 있다.
| 세이요시의 기후                                              | 세이요시의 기후 | 세이요시의 기후 | 세이요시의 기후 | 세이요시의 기후 | 세이요시의 기후 | 세이요시의 기후 | 세이요시의 기후 | 세이요시의 기후 | 세이요시의 기후 | 세이요시의 기후 | 세이요시의 기후 | 세이요시의 기후 | 세이요시의 기후 |
| 월                                                           | 1월             | 2월             | 3월             | 4월             | 5월             | 6월             | 7월             | 8월             | 9월             | 10월            | 11월            | 12월            | 연간            |
| ------------------------------------------------------------ | --------------- | --------------- | --------------- | --------------- | --------------- | --------------- | --------------- | --------------- | --------------- | --------------- | --------------- | --------------- | --------------- |
| 역대 최고 기온 °C (°F)                                       | 19.7 (67.5)     | 22.3 (72.1)     | 24.6 (76.3)     | 29.0 (84.2)     | 33.2 (91.8)     | 34.9 (94.8)     | 36.6 (97.9)     | 38.2 (100.8)    | 35.4 (95.7)     | 32.5 (90.5)     | 26.3 (79.3)     | 22.3 (72.1)     | 38.2 (100.8)    |
| 일평균 최고 기온 °C (°F)                                     | 8.8 (47.8)      | 10.2 (50.4)     | 14.0 (57.2)     | 19.4 (66.9)     | 24.1 (75.4)     | 26.7 (80.1)     | 30.7 (87.3)     | 32.0 (89.6)     | 28.4 (83.1)     | 22.9 (73.2)     | 17.1 (62.8)     | 11.3 (52.3)     | 20.5 (68.8)     |
| 일일 평균 기온 °C (°F)                                       | 4.3 (39.7)      | 5.2 (41.4)      | 8.5 (47.3)      | 13.5 (56.3)     | 18.2 (64.8)     | 21.8 (71.2)     | 25.8 (78.4)     | 26.6 (79.9)     | 23.0 (73.4)     | 17.2 (63.0)     | 11.6 (52.9)     | 6.3 (43.3)      | 15.2 (59.3)     |
| 일평균 최저 기온 °C (°F)                                     | 0.1 (32.2)      | 0.5 (32.9)      | 3.1 (37.6)      | 7.6 (45.7)      | 12.8 (55.0)     | 17.9 (64.2)     | 22.1 (71.8)     | 22.6 (72.7)     | 18.9 (66.0)     | 12.5 (54.5)     | 6.8 (44.2)      | 2.0 (35.6)      | 10.6 (51.0)     |
| 역대 최저 기온 °C (°F)                                       | −9.1 (15.6)     | −12.0 (10.4)    | −5.9 (21.4)     | −2.2 (28.0)     | 1.9 (35.4)      | 7.6 (45.7)      | 12.4 (54.3)     | 14.8 (58.6)     | 7.4 (45.3)      | 1.0 (33.8)      | −2.0 (28.4)     | −8.2 (17.2)     | −12.0 (10.4)    |
| 평균 강수량 mm (인치)                                        | 76.1 (3.00)     | 94.8 (3.73)     | 139.1 (5.48)    | 152.1 (5.99)    | 189.0 (7.44)    | 311.0 (12.24)   | 282.7 (11.13)   | 140.3 (5.52)    | 197.8 (7.79)    | 125.0 (4.92)    | 101.5 (4.00)    | 91.0 (3.58)     | 1,927.5 (75.89) |
| 평균 강수일수 (≥ 1.0 mm)                                     | 10.4            | 10.1            | 11.6            | 10.2            | 9.4             | 13.6            | 10.8            | 8.9             | 10.3            | 8.3             | 8.8             | 11.0            | 123.4           |
| 평균 월간 일조시간                                           | 107.9           | 126.5           | 162.5           | 186.7           | 200.1           | 136.2           | 188.2           | 215.3           | 159.1           | 166.3           | 130.4           | 104.7           | 1,873.8         |
| 출처: 일본 기상청 (평년값: 1991년~2020년, 극값: 1978년~현재) |                 |                 |                 |                 |                 |                 |                 |                 |                 |                 |                 |                 |                 |

## 역사
- 2004년 4월 1일 - 히가시우와군 아케하마정·우와정·노무라정·시로카와정, 니시우와군 미카메정이 합병해 탄생하였다.

## 경제
산업 기반은 약하고 경제력은 부족하다. 이전에는 농촌의 물자 집산지로 우와, 노무라 등이 발전했지만 특히 노무라는 교통 발달과 농촌 경제의 피폐와 함께 쇠퇴하고 있다. 우와는 옛 역참이 있던 곳으로 거리의 모습이 남아 있는 나카정 이외에는 오히려 길가를 따라 서비스업이 발달해 주변에서 쇼핑객을 끌어모으고 있다. 경제는 1차 산업이 중심으로 제조업 기반은 빈약하다.

## 교통

### 철도
- 시코쿠 여객철도 요산선

### 도로
- 마쓰야마 자동차도
- 국도 56호선
- 국도 197호선
- 국도 378호선
- 국도 441호선